# جيمس فنتون
جيمس فنتون (بالإنجليزية: James Fenton)‏ هو سياسي أسترالي، ولد في 4 فبراير 1864 في أستراليا، وتوفي في 2 ديسمبر 1950 في أستراليا. حزبياً، نشط في حزب العمال الأسترالي (1910 – 1931) وحزب أستراليا المتحدة (1931 – 1934). وقد انتخب عضو مجلس النواب الأسترالي عن دائرة Division of Maribyrnong ‏ (13 أبريل 1910 – 15 سبتمبر 1934).